# Криптаты

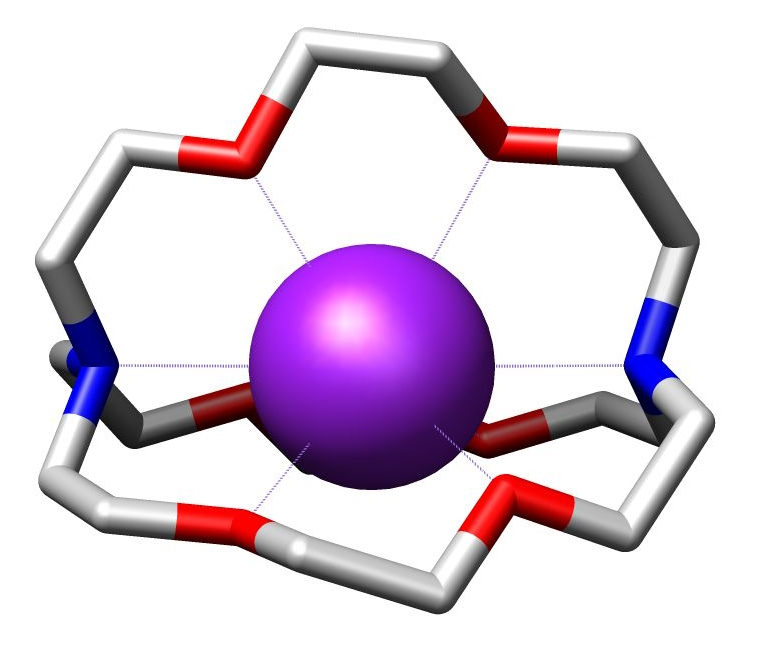
Структура криптата, где в роли лиганда выступает [2.2.2]криптанд, а в роли иона металла — ион калия

Криптаты — комплексы щелочных металлов с N- и O-донорными полициклическими лигандами (криптандами). Образование криптатов происходит в случае, когда размер внутренней полости криптанда соответствует размеру радиуса иона металла. Высокая селективность взаимодействия специфического криптанда с металлом позволяет использовать криптаты для выделения неустойчивых химических соединений, а также для избирательных каталитических и различных межфазных процессов.